# Rotadiscus protoinsularis
Rotadiscus protoinsularis är en snäckart som beskrevs av Frank Climo 1989. Rotadiscus protoinsularis ingår i släktet Rotadiscus och familjen Charopidae. Inga underarter finns listade i Catalogue of Life.